# Iztok Trček
Iztok Trček, slovenski veteran vojne za Slovenijo, * ?. železničar, reševalec - jamar; veteran vojne za Slovenijo

## Odlikovanja in nagrade
Leta 2000 je prejel častni znak svobode Republike Slovenije z naslednjo utemeljitvijo: »za zasluge pri obrambi svobode in uveljavljanju suverenosti Republike Slovenije«.